# Bayern (Schiff, 1965)
Der Zerstörer Bayern war ein zur Hamburg-Klasse gehörendes Kriegsschiff der Bundesmarine und befand sich von 1965 bis 1993 in Dienst.
Benannt wurde die Bayern nach dem Freistaat Bayern.
Der Traditionsname Bayern ging an die dritte Fregatte der Brandenburg-Klasse über.

## Geschichte
Die Bayern lief als drittes Schiff der Klasse 101 (ehemals Zerstörer 55) am 14. August 1962 vom Stapel und wurde am 6. Juli 1965 in Dienst gestellt. Sie gehörte dem 2. Zerstörergeschwader in Wilhelmshaven an. Wie die anderen Schiffe der Klasse 101 wurde sie nach einem Bundesland benannt. Zugleich ist der Name auch Traditionsname der Kaiserlichen Marine. Unter anderem trug ein Großlinienschiff den Namen Bayern.
Zwischen dem 29. November 1976 und dem 26. November 1977 fand der Umbau und die Umrüstung auf das Flugkörpersystem MM38 Exocet statt. Mit dem Umbau zum Lenkwaffenzerstörer (DDG) erhielt sie die Klassenbezeichnung 101A.
Am 8. Mai 1980 kollidierte die Bayern während einer Übung mit dem Betriebsstofftransporter Spessart des 1. Versorgungsgeschwaders, wobei der Bug des Zerstörers bis zum Wellenbrecher eingedrückt wurde. Beim Werftaufenthalt in Toulon wurde eine Notreparatur durchgeführt und die Bayern erhielt einen Notsteven.
1990 war die Bayern im Rahmen der NAVOCFORMED AAG 109/90 das erste deutsche Kriegsschiff, das den israelischen Hafen Haifa besuchte und 1992 das erste deutsche Schiff, das an einem Out-of-Area-Einsatz, der Embargoüberwachung in der Adria (Operation Maritime Monitor), teilnahm.
Das Schiff wurde am 16. Dezember 1993 außer Dienst gestellt und am 25. April 1995 über die VEBEG nach Dänemark zum Abbruch verkauft.

## Kommandanten
- Fregattenkapitän Heinz Murl: von Juli 1965 bis Mitte Februar 1966
- Fregattenkapitän Heinz Haag: von Mitte Februar 1966 bis Ende März 1966
- Fregattenkapitän Ernst von Witzendorff: von April 1966 bis Ende September 1967
- Fregattenkapitän Heinz Harre: von Oktober 1967 bis Mitte Januar 1970
- unbesetzt und in Werft liegend: von Mitte Januar 1970 bis Ende September 1970
- Fregattenkapitän Günter Solarek: von Oktober 1970 bis Mitte September 1973
- unbesetzt und in Werft liegend: von Mitte September 1973 bis Ende März 1975
- Fregattenkapitän Edzard von Wiarda: von April 1975 bis Ende Oktober 1976
- unbesetzt und in Werft liegend: von November 1976 bis Anfang Juli 1977
- Fregattenkapitän Hans-Joachim Oels: von Anfang Juli 1977 bis Ende September 1980
- Fregattenkapitän Klaus-Dieter Laudien: von Oktober 1980 bis Ende März 1982
- Fregattenkapitän Manfred Kestner: von Ende März 1982 bis Ende November 1984
- Fregattenkapitän Volker Klein: von Ende November 1984 bis Ende September 1985
- Fregattenkapitän Karl-Heinz Patent: von Ende September 1985 bis Ende September 1987
- Fregattenkapitän Karl-Gerhard John: von Ende September 1987 bis Ende September 1989
- Fregattenkapitän Viktor Toyka: von Ende September 1989 bis Anfang April 1991
- Fregattenkapitän Ingo Splettstößer: von Anfang April 1991 bis Ende Juni 1993[2]
- Korvettenkapitän Lutz Gauger (Erster Offizier des Schiffes): von Juli 1993 bis Mitte Dezember 1993